# クリストフ・シャルル

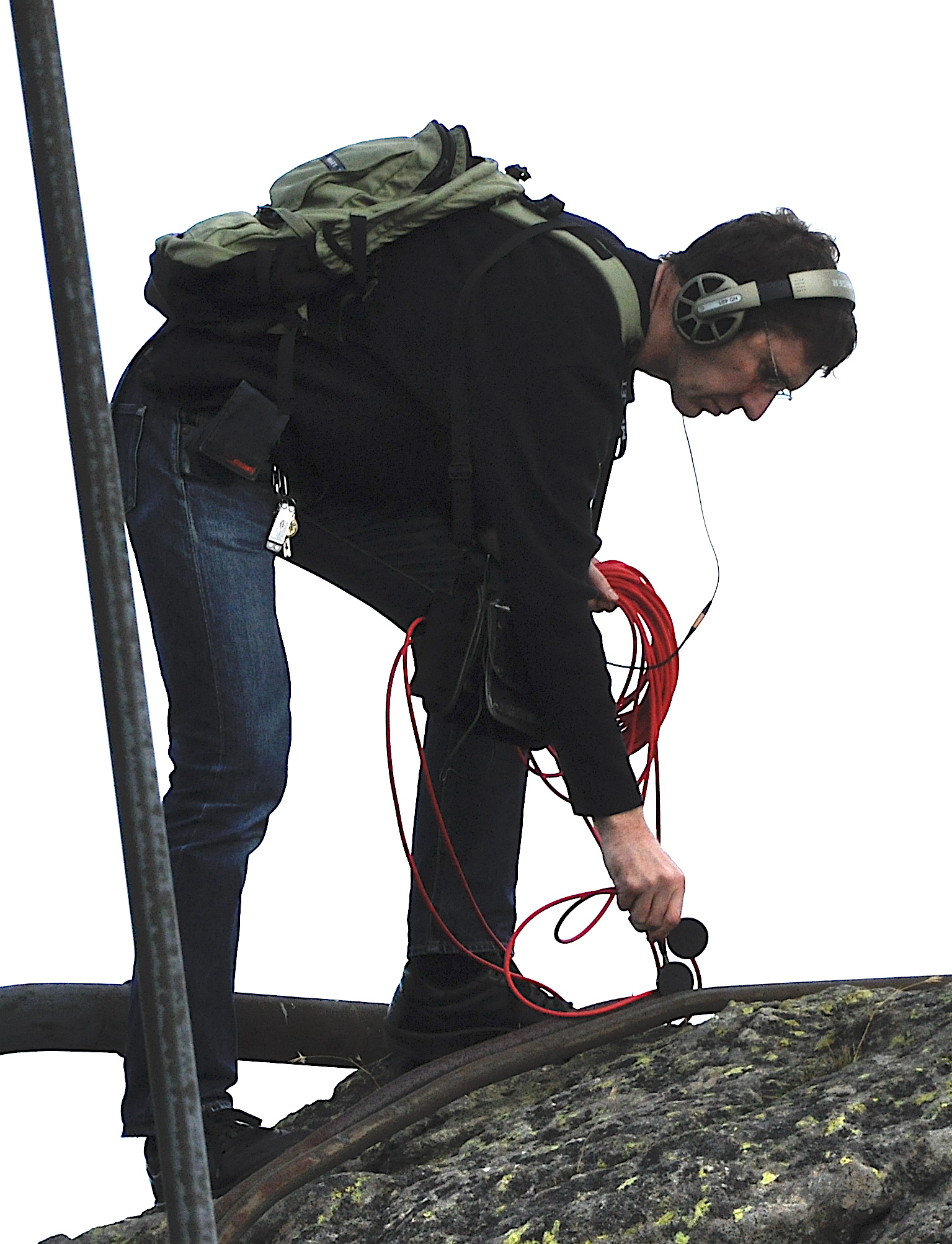
クリストフ・シャルル（2012年）

クリストフ・シャルル（Christophe Charles, 1964年1月20日 - ）はフランスの芸術家。武蔵野美術大学映像学科教授。

## 人物
- 1964年、音楽家・音楽学者であるダニエル・シャルルを父とし、マルセイユに生を受ける。
- 筑波大学（1996年）およびフランス国立東洋文化東洋言語研究所（1997年）博士号取得。
- 2000年度より武蔵野美術大学映像学科准教授。2011年度より武蔵野美術大学映像学科教授。

## 研究テーマ
現代芸術における理論的・歴史的な研究を行いながら、内外空間を問わずインスタレーションおよびコンサートを実践。理論と実践の両面から、芸術作品におけるバランス、相互浸透と環境性という概念を追究している。

## 音響作品

### ソロ
- 「Sampler」(Stepple and Globe、1990年、名古屋)
- 「Deposition Yokohama」(横浜美術館、1994年)
- 「undirected」 (オーディオ+データCD、ミル・プラトー、1996年、フランクフルト)
- 「Cosmos」 (CD+書籍、新東京国際空港 / タウンアート、2002年、東京)
- 「undirected 1992-2002」 (Sub Rosa、2003年、ブリュッセル)
- 「HCDC」 (murmur records、2013年、横浜)

### 共作・サウンドトラック
- 「L'etant de l'autre」Bauduin作、ビデオテープ映像・サウンドトラック (1986年、パリ)
- 「Touch For Sound」安星金と共作、ビデオテープ映像・サウンドトラック (1989年、パリ)
- 「Visual Brains : De-sign 5」Visual Brains作、ビデオテープ・サウンドトラック (1994年、東京)
- 「L'etant d'en bas」Bauduin作、ビデオテープ映像・サウンドトラック (1994年、東京)
- 「Visual Brains : De-sign 6」Visual Brains作、ビデオテープ・サウンドトラック (1994年、東京)
- 「Manresa Hbf」Manuel Cusso-Ferrer 監督映画サウンドトラック (1995年、バルセロナ) ヘニング・クリスティアンセンとビヨン・ヌーガードとの共作
- 「Yamaguchi Katsuhiro Document Video」山口勝弘ドキュメントビデオ・サウンドトラック (ロクス山口、1995年、東京)
- 「幽契」麿赤児作、ビデオテープ・サウンドトラック(貞練結社、1998年、山梨)
- 「dok」Oval (スリル・ジョッキー・レコーズ、1997年、シカゴ)
- 「Sampling Rage」 (X-tract, Podewil, 2000年、ベルリン) スティーヴ・ロデンとブランドン・ラベルとの共作
- 「Magnet Roman」 (Cross、2000年、大阪/パリ) 加古祐三との共作
- 「nu:」 (多摩美術大学-武蔵野美術大学、2004年、東京)
- 「23:60」東海林毅監督映画、サウンドトラック(2007年)

### イベントほか
- 「undirected9702」(西ドイツ放送協会「ars acustica」入賞作品、1997年、ドイツ)
- 「'98アーキテクチャー・オブ・ザ・イヤー展」(日本建築学会・日本建築家協会・日本建築士会連合会・日本建築士事務所協会連合会・建築業協会・毎日新聞社、1998年) ※音響担当
- 「FREQUENCitY: jizai>nextpoint>mari>dorobo>zone」(オーストリア放送協会「Kunstradio」、2002年、ウィーン)
- 「Loom」 (SONY「QUALIA」、2004年、東京) ソフトウェア音響
- 「Sonimage」  (SONY「QUALIA」、2004年、東京) ソフトウェア音響

### コンピレーション
- 「Haben und Halten」(Freie Kuenstler Hamburg、1986年、ハンブルク)
- 「Der Gute Ton zum Schoenen Bild」(ハンブルク美術館/ハンブルク美術大学、1989年、ハンブルク)
- 「Blank Tapes」(SSEコミュニケーションズ、1993年、東京) 古舘徹夫ユニットへ参加
- 「古舘徹夫 - MacBeth」(SSEコミュニケーションズ、1994年、東京)
- 「Juri & Lisa - All Things are Quite Silent」(SSEコミュニケーションズ、1994年、東京)
- 「statics」(池田亮司プロデュース、CCI Recordings、1995年、東京)
- 「In Memoriam Gilles Deleuze」(ミル・プラトー、1995年、フランクフルト)
- 「microstoria_reprovisers」(ミル・プラトー、1996年、フランクフルト / スリル・ジョッキー・レコーズ、1996年、シカゴ)
- 「Sound Anthology」 (curated by キム・カスコーン,「レオナード・コンピュータ・ミュージック・ジャーナル」Volume 24、2000年)
- 「Modulation & Transformation 4」 (ミル・プラトー、1999年、フランクフルト)
- 「Sound Art」　(ICC、2000年、東京)
- 「Maschinelle Strategien」 (ミル・プラトー、2000年、フランクフルト)
- 「Fuji Compilation」 (Cha-bashira / A-Musik、2000年) スティーヴ・ロデンとブランドン・ラベルとの共作
- 「Hoon Remix」 (CD+書籍、unfinished#2, code、2001年、東京) 坂本龍一&半野喜弘『Hoon』のリミックス盤
- 「Hanno Yoshihiro April Remix」 (Cirque、2001年、東京)
- 「Hanno Yoshihiro April Remix」 (サブローサ、2001年、ブリュッセル)
- 「Layeral Intersect #3」 (キム・カスコーン企画、Deadtech/Anechoic、2001年、サンフランシスコ)
- 「Radical Fashion」 (ヴィクトリア&アルバート博物館、2001年、ロンドン)
- 「Floating Foundations」 (サブローサ、2002年、ブリュッセル)
- 「Frequenzen」 (Schirn Halle、2002年、フランクフルト)
- 「Sound Cultures」 (CD+書籍、ズーアカンプ、2003年、フランクフルト)
- 「Sound Cultures」 (ミル・プラトー、2003年、フランクフルト)
- 「Readapt」 (Cross、2003年、大阪/パリ)
- 「60 Composers against the War」 (ATAK、2003年、東京)
- 「...as...」 (resonancefm.com、2004年、ロンドン)
- 「Erratum#4」 (erratum.org、2004年、パリ)
- 「Setsuzoku」 (CD+カタログ、パリ国立高等美術学校-武蔵野美術大学、2004年)
- 「Bergbahn Remixes Vol.1、Flux Figure Transform」 (Code Inc.、2004年、東京)
- 「Placode」  (n160、2005年、東京)
- 「Sur Terre」 (2005年、パリ) グレゴリー・シャトンスキー&ニコラス・ルソーとの共同コンピレーション
- 「Kuala Mute Geeks」 (Opitope編纂、Kualauk Table、2006年、東京) Tamaru、Opitope、TAGOMAGO、Askococo、Taylor Deupree、Christopher Willits、安永哲郎、中村としまる、Asunaとの共同コンピレーション
- 「A brief life」 CD『Airport Symphony』収録(ROOM40, Lauwrence English, 2007年、ブリスベン)
- 「Breathe」 Jamie Drouin編纂CD『AU CLAIR DE LA LUNE』収録(Infrequency、2008年、 カナダ)

## インスタレーション作品

### 個展
- 1988年9月 : 「Fanbai 梵唄」(ビデオギャラリーSCAN、東京
- 1989年9月 : 「The Relation Between Matter And Mind」(ギャラリーGiannozzo、ベルリン)
- 1990年9月 : 「Zeitspielraum」(ギャラリーサージ、東京)
- 1992年5月 : 「World Time」(ギャラリーないとう、名古屋)
- 1993年7月 : 「let it hold itself up」(ギャラリーHAM、名古屋)
- 1995年1月 : 「Deposition Yokohama」(横浜美術館アートギャラリー、横浜)
- 1995年6月 : 「Undirections」(Pig Nose ギャラリー、京都)
- 1996年9月 : 「Undirected」(Gallery 360°、東京)

### グループ展など
- 1983年6月 : 「Plages」展(エコール・デ・ボザール、パリ) - Bauduin、Savyとのコラボレーション展/グループ展
- 1984年10月 : 「Grands et Jeunes d'Aujourd'hui」展(グラン・パレ、パリ) - Savyとのコラボレーション展/グループ展
- 1986年4月 : 「Ziegenmarkt」コンサート(ハンブルク美術大学) - ヘニング・クリスチャンセンほかとのコラボレーション展/グループ展
- 1986年6月 : 「Haben und Halten」展(ハンブルク自由美術協会、ハンブルク) - グループ展
- 1986年7月 : 「Video & Multimedia」展(Kim Soun Gui主催、Vieille Charite、マルセーユ) - ジョン・ケージ、ナム・ジュン・パイクほかとのグループ 展
- 1986年8月 : 「Chapelle de Locmaria」展(Chapelle de Locmine、ブルターニュ) - Bauduin、Savyとのグループ展
- 1988年9月 : 「Sound Garden」展(ストライプハウス美術館、東京) - グループ展
- 1988年9月 : 「From Circle From Sound」展(ギャラリーないとう、名古屋) - 安星金とのコラボレーション展
- 1989年1月 : 「Der Gute Ton zum Schoenen Bild」展(Ernst Kretzer主催、ハンブルク美術館/ハンブルク芸術大学、ハンブルク) - ヘニング・クリスチャンセン、ジョン・ケージ、 Claus Boehmler、Kim Soun Gui、フィリップ・コーナー、Gerhard Ruehmほかとのグループ展
- 1990年7月 : 「尺八絶対零度」(スタジオams西武三軒茶屋、東京) - 上遠野衞、菅谷昌弘、三井香揚山とのコラボレーション展
- 1990年10月 : 「Touch For Sound」展(ギャラリーないとう、名古屋) - 安星金とのコラボレーション展
- 1991年8月 : 「Centre Vide」展(アートフォーラム谷中、東京) - 上野収、川尻育、溝内了介、森徹、森田伸子、若松久男とのコラボレーション展
- 1992年2月 : 「Artists on the Road」(オランダ)
- 1992年2月 : 「バベルの美術館」(筑波大学会館、茨城) - 土佐信道、大泉和文、宇田川リカほかとのコラボレーション展
- 1992年7月 : 「Visuel Musik」展(ロスキレ美術館、デンマーク) - ヘニング・クリスチャンセンほかとのグループ展
- 1993年2月 : 「筑波大学卒業展」(茨城県つくば美術館) - 土佐信道、大泉和文、宇田川リカほかとのグループ展
- 1993年12月 : 「牛波展」サウンドインスタレーション(アートフロントギャラリー、東京) - コラボレーション展
- 1994年8月 : 「Izumiwaku Project」(村上タカシ主催、杉並区立和泉中学校) - グループ展
- 1995年10月 : 「国際紙フェスティバル IPS'95」(京都市立明倫小学校跡、京都) - 金子昭二とのコラボレーション展
- 1996年3月 : 「M In M Project」(上野の杜芸術フォーラム主催、博物館動物園駅、東京) - 池田亮司とのコラボレーション展
- 1996年5月 : 「undirected」(法然院、京都)
- 1996年6月 : 「Noctovision」、鈴木隆彦展(VA Nishiogi、東京) - コラボレーション展
- 1996年6月 : 「Finisepolis」(東京デザインセンター/西武三軒茶屋、東京) - コラボレーション展
- 1997年7月 : 「Finisepolis Tokyo」展(日本建築学会会館、東京) - コラボレーション展。音響担当
- 1997年9月 : 「JCMA・ジャパンコンピュータミュージックアソシエーション」(ジーベックホール、神戸) - グループ展
- 1997年11月 : 「'98アーキテクチャー・オブ・ザ・イヤー展」(新宿NSビル、東京) - コラボレーション展。音響担当
- 1997年12月 : Jorg Coblenz個展(ハノーファー) - コラボレーション展。インスタレーション音響担当

## 執筆
- 「ビデオ・アート」 - 『日本文化入門』、 パリ：ラ・デクベルト出版、1991年5月
- 「巨大都市の原生 1992」 - 『巨大都市の原生 1992』(カタログ掲載)、東京：ギャラリーサージ、1993年4月
- 「映像 と都市空間:日本の環境芸術」 - 『美学雑誌』(雑誌掲載)、パリ：ジャン・ミシェル・プラス、1993年11月
- 「同時性:音の視覚的記譜法」 - 『let it hold itself up』(CDリーフレット、単著)、名古屋：ギャラリーHAM、1993年7月
- 「桐生シンフォン」 - 『サウンドカルチャー'93』(カタログ掲載)、東京：「サウンドカルチャー'93」実行委員会、1993年11月
- 「同時性:音の視覚的記譜法」 - 『建築とまちづくり』、東京：新建築技術者集団、1994年6月
- 「インターアクチブなテレビジョンへ」 - 『Art Japan Symposium』(カタログ掲載)、Art Conception Inc.、1994年10月
- 「MegalopolisAborigines 1992」 - 『レオナード・ミュージック・ジャーナル』(雑誌掲載)、サンフランシスコ：MIT出版、1994年12月
- 「デポジション横浜」 - 『デポジション横浜』(CDリーフレット)、東京、1994年12月
- 「松本俊夫:映 像の変貌」 - 『美学雑誌』(雑誌掲載)、パリ：ジャン＝ミシェル・プラス、1994年6月
- 「芸術制作に於ける方法について」 - 『Lady's Slipper 02』(雑誌掲載)、名古屋：Lady's Slipper、1995年2月
- 「映像と都市空間:日本の環境芸術」 - 『メディア・アートの美学、下巻』、モントリーオル：ケベク大学出版、1995年4月
- 「映像と都市空間:日本の環境芸術」 - 『「かたちの知・知のかたち」国際シンポジウム』263-270頁、東京、スプリンガー出版、1996年5月
- 「山口勝弘と松本俊夫、空間に関する二つの概念」 - 『建築雑誌』(雑誌掲載)、東京：日本建築学会、1997年4月
- 「(分解)構成方法について」 - 1997年5月
- 「Loops about Markus Popp's Sense of Balance and Economy」 - 『InterCommunication』27号「特集:音楽/ノイズ」、NTT出版、1998年11月
- 「Loops about Markus Popp's Sense of Balance and Economy」 - 『OVAL / DOK』(CDリーフレット)、徳間ジャパンコミュニメーションズ、1998年12月
- 「現在音楽と制作プロセス」 - 『Composite magazine- a special feature on NEW MUSIC』、東京 、1999年6月・2000年1月・5月・7月・8月・9月
- 「アート・シーン2001」 - 『DNP Museum Information Japan - artscape』
- 「M in Mプロジェクト等について」 - シンポジウム『環境芸術・新たなはじまり』、東京：環境芸術学会、2000年7月
- 「椎名林檎とサウンドアート」 - 『Choice&Place.1 特集:椎名林檎』、2000年
- 「私の感じる日本の『音』」 - 『InterCommunication』35号「特集:21世紀のための音/音楽ガイド」、NTT出版、2000年11月
- 「分解/構成(作曲)の方法」 - 『テクノ(ロジー)ミュージック』245-288頁、大村出版、2001年2月
- 『Tokyo Video Art vol.1』ビデオアートセンター東京、2001年8月
- 「映像と都市空間:日本の環境芸術」 - 小川泰監訳『形とシンメトリーの饗宴』、森北出版、2002年5月
- 「Der Gute Ton zum Schoenen Bild」 - 『セゾンアートプログラム・ジャーナル』、セゾンアートプログラム、2002年5月
- 「PIONNIERS ET PRECURSEURS : Yamaguchi Katsuhiro」 - OLATS/Observatoire Leonardo des Arts et des Techno-Sciences、2002年7月
- 「"(De)(com)positions et "interpenetration sans obstruction」 - 『ARTMEDIA VIII』、2002年12月
- 「分解/構成の 断片」 - 『美学雑誌』(雑誌掲載)、パリ：ジャン・ミシェル・プラス、2003年7月
- 「(De)(com)positions et "interpenetration sans obstruction」 - シンポジウム『Artmedia VIII』"Art et Multimédia"、パリ、2003年7月
- 「音楽及びメディアアートにおける不確定性の概念について」 - 『新しい世紀の音楽論、協会と領域を越えて』、東京芸術大学音楽学部、2003年8月
- 「Undirected 1992-2002」(ライナーノーツ) - ブリュッセル：サブローサ、2003年9月
- 「『undirected 1992-2002』制作ノート」 - 『2004年武蔵野美術大学研究紀要 No.35』、東京：武蔵野美術大学、2004年3月
- 「(非)作曲(または解体、廃位)と『妨害なき相互浸透』」 - 『ユリーカ』161-179頁、東京：青土社、2004年3月
- 「山口勝弘のパフォーマンス」 - 『メディアアートの先駆者 山口勝弘展 「実験工房からテアトリーヌまで」』218-229・292-293頁(カタログ掲載)、神奈川県立近代美術館鎌倉別館、2006年2月
- 「一つの音に世界が聞こえるー邦楽器の音響の特性と可能性について」 - 『武満徹 没後10年、鳴り響く音楽』106-112頁、東京：河出書房新社、2006年9月
- 「Annick BUREAUD Interview アニック・ビューローとの対談」 - 『平成16-18年度化学研究費補助金 (基盤研究(B))研究成果 報告書』(課題番号:16320025)、2007年3月
- 「Frank POPPER Interview フランク・ポペールとの対談」 - 『平成16-18年度化学研究費補助金 (基盤研究(B))研究成果報告書』(課題番号:16320025)、2007年3月
- 「山口勝弘のパフォーマンス」 - 『平成16-18年度化学研究費補助金 (基盤研究(B))研究成果報告書』(課題番号:16320025)、2007年3月

## インタビューなど
- 『espresso』東京、2000年10月
- 『Salon 2号』「sound issue":Technology/Sound 2010」video issue
- 『ok fred No.1』、lidelab、東京
- 「Steve Reich:Three Tales」 - 『レコード芸術』、東京：音楽の友社、2003年10月 ※座談会

## 教育活動
- 1995年4月1日-2000年3月31日 : 武蔵野美術大学 造形学部 映像学科、非常勤講師
- 1996年10月1日-1999年3月31日 : 神戸芸術工科大学 視覚情報デザイン学科、専任講師
- 1997年4月1日-1999年3月31日 : 京都精華大学 美術学部 版画学科、非常勤講師
- 1997年4月1日-1998年3月31日 : 筑波大学 比較文化研究科、非常勤講師
- 1997年4月1日-1998年3月31日 : 岐阜県立国際情報科学芸術アカデミー (IAMAS)、非常勤講師
- 1999年4月1日-2000年3月31日 : 中京大学 情報科学部 メディア科学学科、専任講師
- 2000年4月1日-2011年3月31日 : 武蔵野美術大学 造形学部 映像学科、助教授
- 2002年4月1日-2003年3月31日 : 東京芸術大学 音楽学部 学理科、非常勤講師
- 2003年4月1日-2008年3月31日 : 早稲田大学川口芸術学校、非常勤講師
- 2004年4月1日-2008年3月31日 : 多摩美術大学 情報デザイン学科、非常勤講師
- 2005年4月1日-2006年3月31日 : 東京芸術大学 音楽学部 学理科、非常勤講師
- 2005年4月1日-2009年3月31日 : 東京工芸大学 映像学科、特別講師
- 2006年4月1日-2024年3月31日 : 立教大学 心理学部 映像身体学科、非常勤講師
- 2006年4月1日-2010年3月31日 : 明星大学 情報学部 情報学科、特別講師
- 2009年4月1日-2012年3月31日 : 東京造形大学 メディアデザイン専攻領域、非常勤講師
- 2011年4月1日-現在 : 武蔵野美術大学 造形学部 映像学科、教授

## 参考出典・外部リンク
- christophe charles
- discogs